# Leioproctus flavorufus
Leioproctus flavorufus là một loài Hymenoptera trong họ Colletidae. Loài này được Cockerell mô tả khoa học năm 1905.